# Andrew Crommelin
Andrew Claude de la Cherois Crommelin (Cushendun, 6 febbraio 1865 – Londra, 20 settembre 1939) è stato un astronomo britannico.

## Biografia
Nacque a Cushendun, nella contea di Antrim, nell'Irlanda del Nord  ma studiò in Inghilterra, presso il Marlborough College ed il Trinity College a Cambridge. Lavorò presso l'Osservatorio Reale di Greenwich e partecipò a numerose spedizioni per l'osservazione di eclissi solari in territori d'oltremare.
Fu un esperto di comete. I suoi calcoli delle orbite di quelle che allora erano chiamate Cometa Forbes 1928 III, Cometa Coggia-Winnecke 1873 VII e Cometa Pons 1818 II dimostrarono nel 1929 che si trattava in realtà dello stesso oggetto. La cometa, che allora ricevette il poco pratico nome di "Cometa Pons-Coggia-Winnecke-Forbes", nel 1948 è stata ribattezzata 27P/Crommelin, quale riconoscimento postumo al lavoro dello scienziato.
Ciò è avvenuto solo per altre tre comete nella storia: la Cometa di Halley, la Cometa Encke e la Cometa Lexell, che sono nominate dal nome di coloro che ne hanno calcolato l'orbita, piuttosto che dagli scopritori o co-scopritori, potenzialmente anche multipli, ad ogni apparizione.

## Riconoscimenti
Oltre alla cometa citata, anche i crateri Crommelin sulla Luna e Crommelin su Marte e l'asteroide 1899 Crommelin sono stati così chiamati in suo onore. Crommelin ha anche ricevuto il Walter Goodacre Award, assegnato dalla British Astronomical Association, nel 1937.